# McColl
McColl és una població dels Estats Units a l'estat de Carolina del Sud. Segons el cens del 2000 tenia 2.498 habitants.

## Demografia
Segons el cens del 2000, McColl tenia 2.498 habitants, 981 habitatges i 669 famílies. La densitat de població era de 909,9 habitants/km².
Dels 981 habitatges en un 34,5% hi vivien nens de menys de 18 anys, en un 41,3% hi vivien parelles casades, en un 21,2% dones solteres, i en un 31,8% no eren unitats familiars. En el 28,8% dels habitatges hi vivien persones soles l'11,9% de les quals corresponia a persones de 65 anys o més que vivien soles. El nombre mitjà de persones vivint en cada habitatge era de 2,55 i el nombre mitjà de persones que vivien en cada família era de 3,14.
Per edats la població es repartia de la següent manera: un 28,2% tenia menys de 18 anys, un 10,3% entre 18 i 24, un 27,5% entre 25 i 44, un 22,7% de 45 a 60 i un 11,3% 65 anys o més.
L'edat mediana era de 34 anys. Per cada 100 dones de 18 o més anys hi havia 81,2 homes.
La renda mediana per habitatge era de 22.015$ i la renda mediana per família de 27.460$. Els homes tenien una renda mediana de 26.313$ mentre que les dones 18.854$. La renda per capita de la població era de 10.177$. Entorn del 28,5% de les famílies i el 31,6% de la població estaven per davall del llindar de pobresa.

## Poblacions més properes
El següent diagrama mostra les poblacions més properes.